# Patthargada
Patthargada (en népalais : पत्थरगाढा) est un comité de développement villageois du Népal situé dans le district de Saptari. Au recensement de 2011, il comptait 5 198 habitants.